# Francisco Chaló
Francisco Alexandre Lacerda Chaló (nacido el 10 de febrero de 1964) es un exfutbolista portugués que jugó como centrocampista ofensivo.

## Trayectoria
Comenzó a dirigir a nivel de distrito con AC Alfenense y Pedras Rubras. Tras llevar a este último a la Tercera División de Portugal estuvo tres años en el Feirense en la Segunda Liga. El 30 de mayo de 2007 ascendió a la Primeira Liga sucediendo a Fernando Mira en la Associação Naval 1º Maio, pero fue despedido el 16 de septiembre, habiendo sumado solamente dos puntos en cuatro partidos.
Chaló luego regresó al Feirense en la segunda división durante 18 meses, y le mostraron la puerta en diciembre de 2009 cuando eran cuartos. El 8 de marzo de 2011 fichó por el Penafiel por el resto de la temporada con la tarea de evitar el descenso.
En marzo de 2013 fue nombrado entrenador del SC Covilhã tras la salida de Fanã. Después de guiarlos a un lugar seguro logró un final en la mitad de la tabla en la temporada siguiente. A pesar del interés de los clubes por adquirir sus servicios, permaneció con Leões da Serra y los guio al cuarto lugar, su mejor resultado desde la formación de la Segunda Liga, en la temporada 2014-15, perdiéndose el ascenso a la Primeira Liga por diferencia de goles.
Al entrar en la temporada 2015-16 el Covilhã se consideraba uno de los favoritos en la carrera por el ascenso, pero debido a una racha de malos resultados durante la primera mitad de la temporada, su equipo solo logró terminar en el decimocuarto lugar con 22 puntos menos que su temporada anterior, por lo que se fue.
En diciembre de 2016 volvió a la dirección al firmar un contrato de un año con el Académico de Viseu Futebol Clube. Se fue en febrero de 2018 después de una racha de siete partidos sin ganar, y asumió el cargo en el Leixões de la misma liga días después.
En junio de 2018 cuando le restaba un año de contrato con el club de Matosinhos, lo rescindió y se incorporó al Paradou AC de la Championnat National de Première Division de Argelia, sin embargo dejó el club en agosto de 2020.